# Werniks (powieść)
"Werniks" (tytuł oryg. Scumbler) – powieść amerykańskiego pisarza Williama Whartona. 
Scumbler jest wolny jak ptak. Spędza całe dnie jeżdżąc na motocyklu po Paryżu i malując. Kiedy nadchodzi noc, wraca do swego "gniazda" - żony i dzieci. Powinien być szczęśliwy - odniósł sukces zawodowy, ma kochającą rodzinę. Spokój duszy mącą mu jednak nieubłaganie pojawiające się oznaki starości i wrażenie, że powoli osuwa się w pustkę. 
Narracja jest pierwszoosobowa, przeplatana krótkimi wierszami.
Powieść posiada charakterystyczny dla autora żywy język. To psychologiczne studium nad bohaterem, typowym outsiderem.